# Cosmin Olăroiu
Cosmin Aurelian Olăroiu (* 10. Juni 1969 in Bukarest) ist ein ehemaliger rumänischer Fußballspieler und derzeitiger -trainer. Er bestritt 119 Spiele in der Divizia A, der höchsten rumänischen Spielklasse. Im Jahr 2006 führte er Steaua Bukarest als Trainer zur rumänischen Meisterschaft. Von Mai bis Juni 2011 trainierte er den Verein erneut.

## Karriere als Spieler
Die Karriere von Olăroiu begann im Jahr 1989 bei Gloria Buzău in der Divizia B. Nach drei weiteren Stationen kam er im Jahr 1992 zu Progresul Bukarest, das gerade in die Divizia A, die höchste rumänische Spielklasse, aufgestiegen war. Olăroiu gab sein Erstligadebüt am 2. September 1992 im Auswärtsspiel bei Rapid Bukarest und konnte sich schon in seinem ersten Jahr als Stammspieler behaupten. Mit seiner Mannschaft schaffte er 1993 den Klassenerhalt und platzierte sich in den folgenden beiden Spielzeiten im Mittelfeld der Liga, ohne in den Kampf um die Europapokalplätze eingreifen zu können.
Im Jahr 1995 nahm der Spitzenklub Universitatea Craiova Olăroiu unter Vertrag. Der Klub beendete die Saison 1995/96 als Vierter und zog in den UI-Cup ein. Dort schied er in der Gruppenphase gegen den Karlsruher SC aus. In der folgenden Spielzeit fiel der Klubs ins Mittelfeld zurück. In der Winterpause verließ Olăroiu Craiova und wechselte zu Suwon Samsung Bluewings in die südkoreanische K-League. Dort gewann er in den Jahren 1998 und 1999 die südkoreanische Meisterschaft und erreichte das Finale des asiatischen Pokals der Pokalsieger 1998, wo er mit seinem Team jedoch Al-Nasr mit 0:1 unterlag.
Ende Dezember 2000 beschloss Olăroiu, der noch einen bis Sommer 2001 gültigen Spielervertrag besaß, von seinem Heimaturlaub nicht mehr nach Südkorea zurückzukehren. Da er für keinen anderen Klub antreten durfte, beendete er daraufhin seine Karriere.

## Karriere als Trainer
Nach dem Ende seiner aktiven Laufbahn arbeitete Olăroiu als Fußballtrainer. Im Januar 2001 wurde er als Nachfolger von Marius Lăcătuș Cheftrainer seines früheren Klubs FC Național Bukarest. Er übernahm den Klub auf einem Abstiegsplatz und führte ihn am Ende der Saison 2000/01 zu einem Platz im Mittelfeld. In der folgenden Spielzeit setzte er seine erfolgreiche Arbeit fort und kämpfte mit seiner Mannschaft um die Meisterschaft. Einen Spieltag vor Saisonende lag das Team an der Spitze der Divizia A, unterlag jedoch im letzten Saisonspiel Universitatea Craiova und musste Dinamo Bukarest den Vortritt lassen.
Nach Saisonende verließ Olăroiu den FC Național und wechselte zu Rekordmeister Steaua Bukarest, wo er die Nachfolge von Victor Pițurcă antrat. Steaua startete jedoch mit nur neun Punkten aus sieben Spielen in die Saison 2002/03, was den Verein veranlasste, sich wieder von Olăroiu zu trennen und Pițurcă zurückzuholen. Kurze Zeit darauf kehrte er zu Național zurück, wo er Manager wurde. Im September 2003 kehrte er dort als Nachfolger von Walter Zenga auf die Trainerbank zurück, als sich der Klub nach dem vierten Spieltag auf dem vorletzten Platz der Divizia A wiederfand. Am Saisonende sprang eine Platzierung im Mittelfeld heraus.
In der Winterpause 2004/05 stand Olăroiu mit seiner Mannschaft in der Spitzengruppe der Divizia A, als ihn der in Abstiegsgefahr befindliche Ligakonkurrent FCU Politehnica Timișoara unter Vertrag nahm. Die Saison konnte er erneut mit einem Platz im Mittelfeld abschließen. Im November 2005 befand er sich mit seinem Team auf dem vierten Platz, als er entlassen und durch Gheorghe Hagi ersetzt wurde. Zu Beginn des Jahres 2006 übernahm Olăroiu zum zweiten Mal den Posten des Cheftrainers von Steaua Bukarest, das sich zuvor Oleh Protassow getrennt hatte. Die Saison beendete er mit dem Gewinn der Meisterschaft und damit seinem ersten Titel. Am Jahresende wurde er zu „Rumäniens Trainer des Jahres 2006“ gewählt. In der Saison 2006/07 konnte er den Titel als Vizemeister hinter dem Erzrivalen Dinamo Bukarest nicht verteidigen und er wurde abermals durch Hagi abgelöst.
Im Sommer 2007 verließ Olăroiu Rumänien und übernahm den saudi-arabischen Klub Al-Hilal. Dort gewann er die saudi-arabische Meisterschaft im Jahr 2008 und verpasste die Titelverteidigung ein Jahr später als Vizemeister. Im April 2009 ersetzte ihn Georges Leekens. Olăroiu übernahm daraufhin den katarischen Klub Al-Sadd. Ende des Jahres 2010 wurde sein Vertrag dort aufgelöst.
Am 5. Mai 2011 trat Sorin Cârțu als Trainer von Steaua Bukarest zurück und Olăroiu ersetzte ihn für die letzten drei Spiele der Saison 2010/11. Am 25. Mai 2011 gewann er zudem mit Steaua das Endspiel um die Cupa României 2010/11, bevor er Anfang Juni 2011 einen Zweijahresvertrag bei Al Ain Club in den Vereinigten Arabischen Emiraten unterschrieb. Nach Ablauf des Vertrages übernahm er im Sommer 2013 Ligakonkurrent al-Ahli. Dort gewann er in der Saison 2013/14 die Meisterschaft.

## Erfolge

### Als Spieler
Suwon Samsung Bluewings
- Südkoreanischer Meister (2): 1998, 1999
- Südkoreanischer Ligapokal-Sieger (2): 1999, 2000
- Südkoreanischer Supercup-Sieger (2): 1999, 2000
- Asienpokal-der-Pokalsieger-Finalist 1998

### Als Trainer
Steaua Bukarest
- Rumänischer Meister: 2006
- Rumänischer Supercup-Sieger: 2006
- Halbfinale im UEFA-Pokal: 2006
- Rumänischer Pokalsieger: 2011

Al Hilal
- Saudi-Arabischer Meister: 2008
- Saudischer Pokalsieger: 2008, 2009

Al Sadd
- Katar Stars Pokalsieger: 2010
- Katarischer Vizemeister: 2010

Al Ain
- Meister der Vereinigten Arabischen Emirate (2): 2012, 2013
- VAE Supercup-Sieger: 2012

Al Ahli
- Meister der Vereinigten Arabischen Emirate (2): 2014, 2016
- VAE Supercup-Sieger (3): 2013, 2014, 2016
- VAE Ligapokal-Sieger (2): 2014, 2017
- Finalist der AFC Champions League: 2015

Jiangsu Suning
- Chinesischer Meister: 2020
- Chinesischer Pokal-Finalist: 2020

Sharjah FC
- VAE Vizemeister: 2022
- VAE-President’s-Cup-Sieger (2): 2022, 2023
- VAE Supercup-Sieger: 2022
- VAE Ligapokal-Sieger: 2023
- AFC-Champions-League-Two-Sieger: 2025

### Persönliche Auszeichnungen
- Rumäniens Trainer des Jahres: 2006, 2020
- VAE Trainer des Jahres: 2014, 2016, 2017